# A. J. Christoff
Andrew James Christoff (Ritzville, Washington, 1948. november 18. –) amerikai amerikaifutball-játékos és -edző, 2007 és 2011 között a VMI Keydets védőkoordinátora. A pozíciót hat másik csapatnál is betöltötte.

## Tanulmányai
1963-ban érettségizett a ritzville-i középiskolában, majd az Idaho Vandalsnél amerikai futballozott; edzője Dee Andros volt. Alapdiplomáját az Idahói Egyetemen 1967-ben, mesterdiplomáját 1970-ben az Oregoni Állami Egyetemen szerezte.

## Fordítás
- Ez a szócikk részben vagy egészben  az   A. J. Christoff című angol Wikipédia-szócikk ezen változatának fordításán alapul.  Az eredeti cikk szerkesztőit annak laptörténete sorolja fel. Ez a jelzés csupán a megfogalmazás eredetét és a szerzői jogokat jelzi, nem szolgál a cikkben szereplő információk forrásmegjelöléseként.